# بين سوندرز (مدون)
بين سوندرز (بالإنجليزية: Ben Saunders)‏ هو مدون ومتحدث تحفيزي بريطاني، ولد في 5 أغسطس 1977 في بليموث في المملكة المتحدة.